# 恋ははかなく (曲)
「恋ははかなく」 (原題： Love Is Here and Now You're Gone) は、スプリームスが1967年に発表した楽曲。作詞・作曲はホーランド＝ドジャー＝ホーランド。グループの9番目のナンバーワン・シングルに輝いた。

## 概要
1967年1月11日、シングルとして発表された。B面は「二人は永遠に」（There's No Stopping Us Now）。同年1月23日発売のアルバム『スプリームス・シング・H-D-H』に収録された。
同年3月11日付のビルボード・チャートで1位を記録した（1週のみ）。また、ビルボードのHot R&B Singlesチャートにおいて2週連続で1位を記録し、1967年の年間チャートの28位を記録した。
特徴ある弦楽器とハープシコードのアレンジはジーン・ペイジによるものである。

## カバー・バージョン
- レターメン - 1969年のアルバム『Hurt So Bad』に収録。
- マイケル・ジャクソン -1972年のデビュー・ソロ・アルバム『ガット・トゥ・ビー・ゼア』に収録。また、シングルカットされた「ロッキン・ロビン」のB面にも収録された。
- タミー・リン - 1971のデビュー・アルバム『Love Is Here and Now You're Gone』に収録[4]。
- フィル・コリンズ - 2010年のアルバム『Going Back』に収録。